# 2 nanòmetres
| Tecnologia | Any   |
| 10 um      | 1971  |
| 6 um       | 1974  |
| 3 um       | 1977  |
| 1,5 um     | 1982  |
| 1 um       | 1985  |
| 800 nm     | 1989  |
| 600 nm     | 1994  |
| 350 nm     | 1995  |
| 250 nm     | 1997  |
| 180 nm     | 1999  |
| 130 nm     | 2001  |
| 90 nm      | 2004  |
| 65 nm      | 2006  |
| 45 nm      | 2008  |
| 32 nm      | 2010  |
| 22 nm      | 2012  |
| 14 nm      | 2014  |
| 10 nm      | 2017  |
| 7 nm       | 2018  |
| 5 nm       | 2019  |
| 3 nm       | ~2021 |
| 2 nm       | ~2023 |
| 1 nm       | ~2027 |

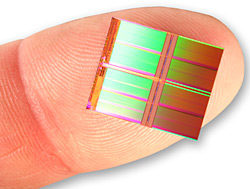

2 nanòmetres (2 nm) és una tecnologia de fabricació de semiconductors en què els components tenen una dimensió de 2 nm. És una millora de la tecnologia de 3 nm. La llei de Moore diu que la superfície és redueix a la meitat cada 2 anys, per tant el costat del quadrat de la nova tecnologia serà de {\displaystyle 2\simeq {\frac {3}{\sqrt {2}}}}. Sabent que els àtoms de silici tenen una distància entre ells de 0,543 nm, llavors el transistor té de l'ordre de 4 àtoms de llargada.
L'any 2019 l'empresa TSMC va començar la recerca en la tecnologia de 2nm i espera implementar la transició cap al transistor GAAFET de 2nm, tot començant la producció primerenca el 2023-2024. L'empresa Intel també té previst aquesta tecnologia entre 2025 i 2027.
Com a tal, 2 nm s'utilitza principalment com a terme de màrqueting per la indústria de semiconductors per referir-se a una nova generació millorada de xips en termes d'augment de la densitat de transistors (un grau més alt de miniaturització), augment de la velocitat i consum d'energia reduït en comparació amb la generació de nodes de 3 nm.
TSMC va començar la producció de risc del seu procés de 2 nm el juliol de 2024, amb la producció en massa prevista per a la segona meitat de 2025, i Samsung té previst començar la producció el 2025. Intel va preveure inicialment la producció el 2024, però va abandonar el seu 2 node nm a favor del node més petit de 18 angstrom (18A).

## Rerefons
El 2018, s'havien proposat una sèrie d'arquitectures de transistors per a la substitució eventual de FinFET, la majoria de les quals es basaven en el concepte de GAAFET: nanofils horitzontals i verticals, transistors de nanosheet horitzontals (Samsung MBCET, Intel Nanoribbon), transistors verticals FET (VFET) i altres complementaris verticals (VFET) FET (CFET), FET apilat, diversos tipus de transistors integrals de porta horitzontal com ara nano-anell, filferro hexagonal, cable quadrat i transistors de porta de cable rodó i FET de capacitat negativa (NC-FET) que utilitza materials dràsticament diferents.
A finals del 2018, el president de TSMC, Mark Liu, va predir que l'escala dels xips continuaria fins a nodes de  3 nm i 2 nm;  tanmateix, a partir del 2019, altres especialistes en semiconductors estaven indecisos sobre si els nodes més enllà de 3 nm podria ser viable. TSMC va començar la investigació sobre 2 nm el 2019: s'espera la transició del tipus de transistor FinFET al GAAFET. El juliol de 2021, TSMC va rebre l'aprovació del govern per construir la planta de 2 nm. L'agost de 2020, va començar a construir un laboratori d'R+D per a 2 tecnologia nm a Hsinchu, que es preveu que estigui parcialment operativa el 2021. El setembre de 2020, TSMC ho va confirmar i va declarar que també podria instal·lar la producció a Taichung en funció de la demanda. Segons el Taiwan Economic Daily (2020), les expectatives eren una producció de risc d'alt rendiment a finals de 2023. Segons Nikkei, la companyia en aquell moment esperava haver instal·lat equips de producció per a 2 nm per al 2023.
El full de ruta d'Intel 2019 programat potencialment equivalent 3 nm i 2 nm nodes per a 2025 i 2027, respectivament, i el desembre de 2019 van anunciar plans per a 1.4 producció nm el 2029.
A finals de 2020, disset països de la Unió Europea van signar una declaració conjunta per desenvolupar tota la seva indústria de semiconductors, inclòs el desenvolupament de nodes de procés tan petits com 2 nm, així com dissenyar i fabricar processadors personalitzats, destinant fins a 145.000 milions d'euros en fons
El maig de 2021, IBM va anunciar que havia produït xips amb 2 transistors GAAFET de classe nm que utilitzen tres nanosheets de capa de silici amb una longitud de porta de 12 nm.
El juliol de 2021, Intel va presentar el seu full de ruta de nodes de procés a partir del 2021. L'empresa va confirmar el seu 2 nm node de procés anomenat "Intel 20A", amb "A" referint-se a un angstrom, una unitat equivalent a 0,1 nanòmetres. Al mateix temps, van introduir un nou esquema de denominació de nodes de procés que alineava els seus noms de productes amb designacions similars dels seus principals competidors. En aquell moment es va projectar que el node 20A d'Intel fos el primer a passar de FinFET als transistors Gate-All-Around (GAAFET); La versió d'Intel es va anomenar " RibbonFET ". El seu full de ruta de 2021 va programar el node Intel 20A per a la producció en volum el 2024 i l'Intel 18A per al 2025.
A l'octubre de 2021, al Samsung Foundry Forum 2021, Samsung va anunciar que començaria la producció en massa amb el seu MBCFET (FET de canals multipont, la versió de GAAFET de Samsung) procés de 2 nm el 2025.
L'abril de 2022, TSMC va anunciar que la seva tecnologia de procés GAAFET N2 entraria en la fase de producció de risc a finals de 2024 i en la fase de producció el 2025. El juliol de 2022, TSMC va anunciar que s'esperava que la seva tecnologia de procés N2 tingués un lliurament d'energia posterior i s'esperava que oferís un rendiment entre un 10 i un 15% més elevat a potència iso o un 20 a un 30% de potència més baixa amb un rendiment iso i una densitat de transistors més d'un 20% més alta en comparació amb N3E.
El juliol de 2022, Samsung va fer una sèrie de revelacions sobre la tecnologia de procés de l'empresa prèviament publicada anomenada "2GAP" (Producció completa de 2 nm G ate All -around): el procés anteriorment es va mantenir en bon camí per al llançament de 2025 a la producció en massa; Es va preveure que el nombre de nanofulls augmentaria de 3 a "3GAP" a 4; l'empresa va treballar en diverses millores de la metal·lització, a saber, "metall d'un sol gra" per a vies de baixa resistència i interconnexió de metall gravat directe previst per a 2GAP i més enllà.
L'agost de 2022, un consorci d'empreses japoneses va finançar una nova empresa amb el suport del govern anomenada Rapidus per a la fabricació de 2 xips nm. Rapidus va signar acords amb imec i IBM el desembre de 2022
L'abril de 2023, al seu Simposi tecnològic, TSMC va presentar dos processos més de la seva plataforma tecnològica de 2 nm: "N2P" amb subministrament d'energia posterior i programat per al 2026, i "N2X" per a aplicacions d'alt rendiment. També es va revelar que el nucli ARM Cortex-A715 fabricat al procés N2 utilitzant una biblioteca estàndard d'alt rendiment era un 16,4% més ràpid amb la mateixa potència, va estalviar un 37,2% d'energia a la mateixa velocitat, o era un 10% més ràpid i va estalviar ~ 20% d'energia simultàniament a la mateixa tensió (0,8 V) en comparació amb la biblioteca N2
El setembre de 2024, Intel va anunciar que ja no avançarien amb el seu node de procés 20A, sinó que es centrarien en el desenvolupament de 18A. Intel va projectar que evitar l'augment de la producció de 20A podria estalviar més de mig milió de dòlars. Intel va assenyalar que havien implementat amb èxit l'arquitectura completa de la porta RibbonFET i el lliurament d'energia posterior de PowerVia en el seu procés de 20A, accelerant el desenvolupament de 18A. La família de processadors Arrow Lake d'Intel, que estava destinada a utilitzar Intel 20A, tindrà matrius procedents de "socis externs" i empaquetats per Intel.